# Delia turkestanica
Delia turkestanica är en tvåvingeart som först beskrevs av Günther Enderlein 1934.  Delia turkestanica ingår i släktet Delia och familjen blomsterflugor. Inga underarter finns listade i Catalogue of Life.